# Růžový kavalír
Růžový kavalír op. 59 je komická opera německého skladatele Richarda Strausse. Libreto napsal rakouský spisovatel Hugo von Hofmannsthal. Dílo mělo premiéru 26. ledna 1911 v tehdejší Královské opeře v Drážďanech. Významově správnější překlad názvu opery do češtiny by měl být Kavalír s růží.

## Libreto a vznik opery
Hofmannsthalovo libreto vychází z románu Lásky rytíře Faublase (Les Amours du chevalier de Faublas), který napsal francouzský spisovatel Jean-Baptiste Louvet de Couvray, a z Molièrovy komedie Pán z Prasečkova (Monsieur de Pourceaugnac). Hofmannsthal vytvořil své jednající osoby jako dramatické postavy, které jsou ke skutečným lidem blíže než tradiční divadelní postavy. Pocházejí z francouzského románu, ale mají své vzory v postavách italské Commedia dell’arte. Nejsou jen vytypizované, krom toho mají mezi sebou spletité vztahy. Blízkost Hofmannsthalových dramatických postav ke skutečným lidem oslovuje diváka velmi silně a umožňuje mu vcítit se do motivů jejich jednání. Hofmannsthalovo libreto používá různé formy a dialekty německého jazyka. V originálním znění mluví příslušníci šlechtického stavu propracovaným jazykem (tzv. Hochdeutsch), často však dosti archaickým, nastaveným do doby děje. V soukromých dialozích pak přecházejí do tykání, zčásti do vídeňského dialektu s použitím drsných výrazů (hlavně baron Ochs na Lerchenau). Maršálka von Werdenberg a její mladičký milenec Octavian používají v prvním jednání za přítomnosti jiných osob vykání (ve formě Ihr), ale soukromě přecházejí do něžného tykání (Du). Maršálka (a kněžna) oslovuje hraběte Octaviana chvílemi také tehdy užívanou, dnes však zastaralou formou onikání (Er). Jazyk, používaný Octavianem, když se vydává za Mariandel a také jazyk nešlechtických postav, je nářečí, jehož konotace je někdy obtížné pochopit i pro znalce němčiny. Kromě toho němčina, kterou používají oba Italové, Valzacchi a Annina, je velmi rozdílná, nedokonalá a s výrazným italským akcentem.
V anglických překladech opery byly tyto dialekty používány s různým stupněm přesnosti; například verze Chandos Highlights používá pouze standardní britskou angličtinu.
Díky svému jazykovému umění vytvořil libretista Hofmannsthal postavy s lidskými vlastnostmi, humorem a s určitým osudem. Divák k nim a k dění na jevišti není lhostejný. V tom leží tajemství úspěchu a lásky publika k tomuto mistrovskému dílu hudební scény. Samotný text libreta dnes patří ke světové literatuře, a to je u textů pro hudební scénu velmi vzácné. Scénář vytvořil Hofmannsthal v březnu 1909 ve Výmaru v rozhovoru se svým přítelem, hrabětem Harrym Kesslerem, kterému je také věnováno jeho první vydání. Hofmannsthal psal text sám. Kessler obdržel pouze výňatky, dával rady, ale Hofmannsthal je nemusel nutně implementovat nebo dodržovat. Richard Strauss měl pravděpodobně větší vliv, zejména při svém přání přepracovat druhé jednání od předání růže až k souboji mezi baronem Ochsem a Octavianem a ještě na dalších místech. Konečný text se na několika místech liší od první verze. Je kratší, něco bylo změněno a přepsáno. Některé části byly také rozšířeny podle hudby. Dva návrhy textu z roku 1909 se zachovaly, částečně se skicami scén. Také se zachovala starší verze prvního jednání.

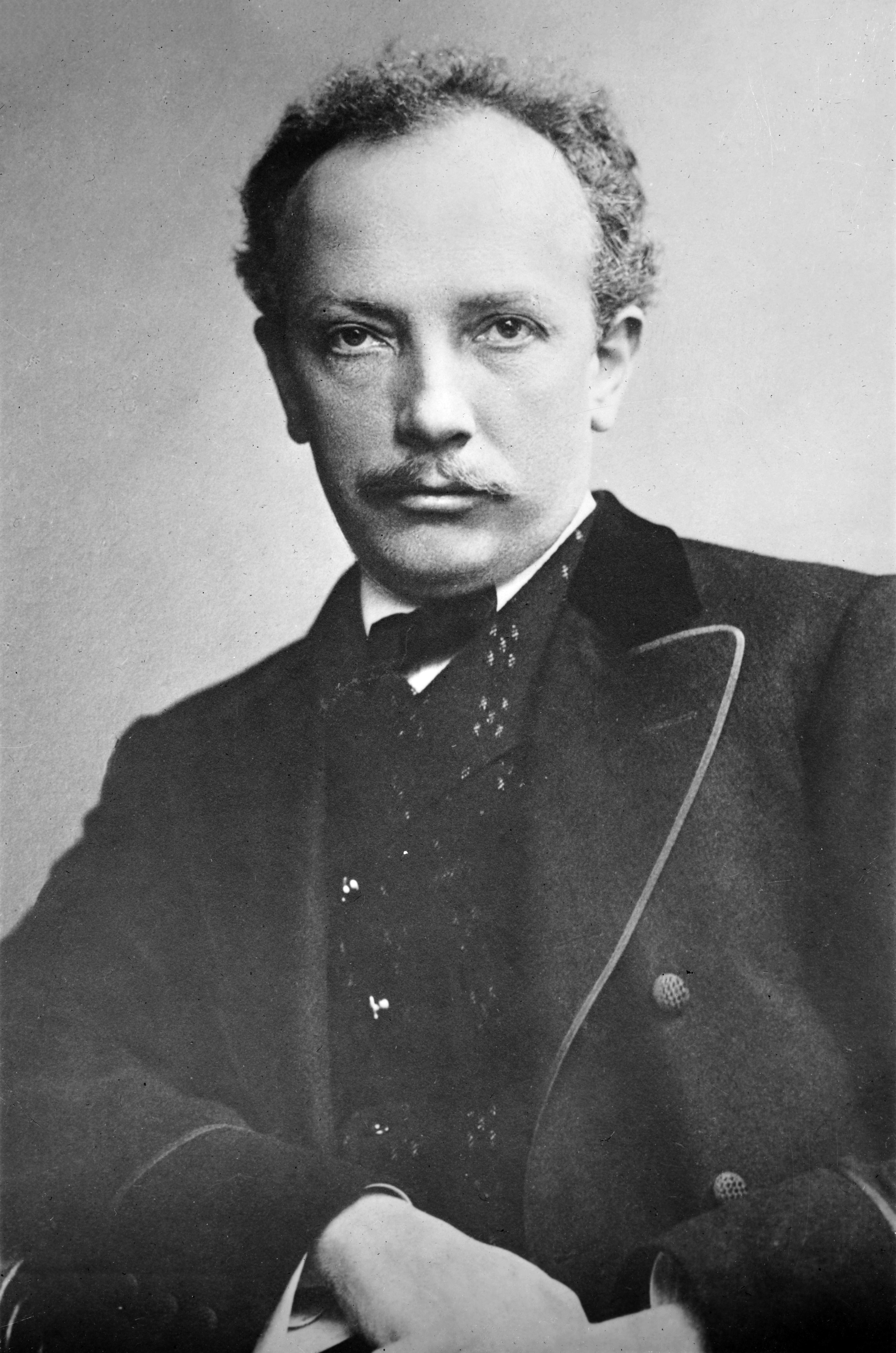
Richard Strauss na pohlednici z roku 1910

Název opery byl sporný ještě krátce před tím, než šlo dílo do tisku. Navrhovala se různá jména. V názvu se měl objevit Ochs auf Lerchenau a stříbrná růže (die silberne Rose). Hofmannsthal navrhoval název Kavalír s růží (Rosenkavalier), který však Strauss i Kessler odmítli. Ženy z Hofmannsthalova okolí název Ochs auf Lerchenau odmítaly a prosazovaly název Rosenkavalier. Poslední rozhodující osobou byla žena Richarda Strausse, ten nakonec souhlasil s tímto názvem. Prohlásil k tomu: Ať to vezme čert.
Růžový kavalír je dílo založené na dění v Rakousku v období kolem roku 1910. Lze je chápat jako kritiku zvyků dunajské monarchie - s níž byl sžit sám Hofmannsthal - nebo jako obhajobu svatého manželského stavu. V díle je skrytá tendence odhalit zpustlost cizoložníků a prostopášníků, aby nakonec mohla triumfovat manželská láska. Sophie se před příchodem barona modlí k Bohu:
„Matka je mrtvá a já jsem úplně sama. Zařídím se pro sebe. Manželství je však posvátný stav “. („Die Mutter ist tot und ich bin ganz allein. Für mich selber steh ich ein. Aber die Ehe ist ein heiliger Stand“).
Protiklad mezi milostným omámením a manželským poutem není ve hře tak jednoznačný, jak se zdá. Mladý Octavian také nese určité rysy chtivého barona Ochse. Sophie také není cudná nevěsta, nechává se svádět, ačkoli již byla zaslíbena ke svatbě. Zda bude manželství mezi Sophií a Octavianem nakonec uzavřeno, zůstává otevřené. Sám Hofmannsthal jednou uvedl, že co měl o manželství říci, řekl ve svých komediích. Manželství považoval za křesťanskou svátost.
Dalším přístupem je skutečnost „času“. Hofmannsthal nechává maršálku přemýšlet o čase, o tom, jak uplývá a jak na osud člověka působí.
Opera Růžový kavalír vznikala v letech 1908–1910 jako druhé společné dílo Strausse a Hofmannsthala. Premiéra v drážďanské opeře Semperoper málem skončila katastrofou – mladý režisér se s inscenací nedokázal vyrovnat. Pár dní před premiérou byl proto požádán o pomoc rakouský divadelní režisér Max Reinhardt, který v krátké době představení dopracoval a mělo pak velký úspěch. Opera byla hrána v mnoha divadlech po celém světě největšími umělci té doby. Získala trvalé místo ve světovém operním repertoáru.

## Hudba
Po revolučním vzepětí v operách Salome a zejména v Elektře zvolil Strauss v Růžovém kavalíru výrazně mírnější tempo. Harmonické ostrosti, které v Elektře vedou až k limitům tonality, jsou z velké části vymazány. V barvě zvuku se po hrubém propuknutí v Elektře opět přibližuje k jemnějšímu zvukovému ideálu ze Salome. Ve druhém a třetím dějství hraje výraznou roli vídeňský valčík. Část jeho melodie převzal z valčíku od Josefa Strausse. Dynamiden – Geheime Anziehungskräfte. To se kryje s hudební myšlenkou Hofmannsthala, který nechtěl oživovat historickou éru rokoka. V souladu s tím nepoužívá žádné tance v rokokovém stylu, jako byly menuet, lendler a polonéza, ale vídeňský valčík (Wiener Walzer), který jinak patří do 19. století. Richardu Straussovi bylo opakovaně předhazováno, že valčíky v 18. století ještě nebyly. Zdá se však, že zde měl valčík pouze přiblížit místní kolorit, a že tedy má symbolizovat dějiště opery, Vídeň, nikoli přibližování se k operetě.
Po dramatech v Salome a Elektře toužil Richard Strauss po veselejším námětu a chtěl vzdát hold svému největšímu vzoru, Mozartovi, vzletnou hudební komedií v žánru opera buffa. Samotný děj spletité komedie o šlechtici, který se uchází o služku, připomíná Figarovu svatbu (Le nozze di Figaro). Strauss v tonálním jazyce (Tonsprache) zůstává dítětem své doby, díky svěží a smyslné instrumentaci. Orchestr má kolem stovky hudebníků. V Růžovém kavalíru se Strauss odchyluje od některých avantgardních rysů, které mají jeho předchozí opery, a volí jasnější jazyk, ve kterém wagnerovský chromatismus používá převážně diatonickou stupnici. Stejně jako Richard Wagner používá Strauss příznačný motiv, kterým identifikuje postavy a situace a který se objevuje s různými transformacemi.
Předehra začíná motivem Octaviana, anglickým rohem, náhlým a energickým, připomínajícím Dona Juana, jednu z autorových symfonických básní. V tomto fragmentu je poprvé slyšet motiv, který slouží k popisu pocitů maršálky. Je to motiv, který i přes nedostatek síly, vykazuje nostalgii a rezignaci.
Italská árie prvního jednání, Di rigori armato il seno, je sentimentální serenáda, která napodobuje typické prvky belcantového repertoáru. Je to fragment plný lyriky, velmi hlasově náročný, který ve svém opakování kontrastuje s dialogem mezi baronem a notářem o manželské smlouvě, před kterým je tato árie náhle přerušena. Poslední scéna tohoto jednání začíná monologem maršálky, Da geht er hin. Tato v zásadě hlavní postava opery se při scéně s Octavianem projevuje jako smyslná milenka, ale v dialogu s baronem Ochsem jako vznešená dáma. Stává se z ní zralá a přemýšlivá žena. V tomto fragmentu Strauss používá sólové nástroje, které dávají orchestru komorní zvuk, a podtrhuje tak intimní atmosféru scény. Octavián je doprovázen vášnivou a občas dramatickou hudbou, která kontrastuje s klidným a melancholickým tónem maršálky.
Druhé jednání vyzdvihuje scénu setkání Octaviana a Sophie Mir ist die Ehre widerfahren, ve které se akt darování stříbrné růže promění v milostné duo. Sophiina extatická melodie dosahuje v pianissimu extrémní konec a skladatel pomocí hudby a textu umísťuje postavy nad prostor a čas. Téma stříbrné růže je představeno originální instrumentací. Zvuk má stříbrné nuance a naznačuje kov této růže. Scéna je zakončena orchestrálním epilogem, ve kterém hlas klarinetu naznačuje přítomnost barona Ochse a narušuje poetické klima scény. Použití valčíku jako hudební formy přítomné na mnoha místech partitury je úmyslný anachronismus, protože tato hudební forma pochází až z 19. století a nebyla v době konání děje běžná. Jedním z nejznámějších výňatků z této opery je baronův valčík ve druhém jednání, Ohne mich, ohne mich jeder Tag dir so bang. Ačkoli se baron vyjadřuje většinou zlomenými a recitovanými frázemi, momenty, ve kterých se vyjadřuje melodicky, jsou obecné, když tak činí ve valčíkovém rytmu. Tímto způsobem je použití valčíku spojeno s charakterem barona. Místo brilantnosti vídeňských valčíků Johanna Strausse jsou v tomto díle plné ironie a mají dekadentní nádech.
Třetí jednání vrcholí triem mezi maršálkou, Octavianem a Sophií, Hab' mir's gelobt, jednou z nejkrásnějších částí Straussovy opery, ve které se maršálka vzdává lásky k Octavianovi. Skladatel zkombinoval tři ženské hlasy podobného zabarvení, aniž by to bylo monotónní a matoucí. Hlasy vstupují postupně a zavádějí varianty, které vytvářejí stále složitější strukturu. Opera končí duetem Octaviana a Sophie: Es ist ein Traum, kann nicht wirklich sein, ve kterém vyjadřují svou lásku.

## Instrumentace
Straussův rozpis nástrojů je následující:
Dřevěné dechové nástroje: 3 flétny (III zdvojnásobení na pikolu), 2 hoboje, 1 anglický roh (také zdvojnásobení na 3. hoboje), 2 klarinety v B (také v A a C), 1 klarinet v D (také v Es, B a A),1 basetový roh (zdvojnásobí basový klarinet v B a A), 3 fagoty (III také kontrafagoty)
Žesťové dechové nástroje: 4 lesní rohy, 3 trubky, 3 pozouny, 1 basová tuba
Bicí nástroje: tympány (jeden hráč), basový buben a činely, triangel, tamburína, zvonkohra, řehtačka, vířivý buben, malý bubínek, rolničky, kastaněty.
Strunové nástroje: 1 čelesta, 2 harfy, 16 houslí I, 16 houslí II, 12 viol, 10 violoncell, 8 kontrabasů
Jevištní hudba ve třetím jednání: 2 flétny, 1 hoboj, 3 klarinety, 2 fagoty, 2 francouzské rohy, 1 trubka, malý bubínek, harmonium, 1 klavír a smyčce: housle I a II, violy, violoncella, kontrabasy (smyčcový kvintet jeden nebo více, jen ne dva).

## Hlavní role
| Maršálka, kněžna Werdenbergová | soprán      |
| Oktavián                       | mezzosoprán |
| Sofie                          | soprán      |
| zpěvák                         | tenor       |
| Faninal                        | baryton     |
| baron Ochs                     | bas         |

## Obsah

### První jednání
Vídeň kolem roku 1740. První jednání se odehrává v ložnici maršálky, kněžny z Werdenbergu.
Sedmnáctiletý hrabě Oktavián se probouzí v ložnici maršálky - dvaatřicetileté manželky polního maršála, který se zrovna zabývá lovem medvědů kdesi v Chorvatsku. Milenci si vyznávají lásku, ale jsou vyrušeni hlasy služebnictva a kněžniných ranních návštěvníků. Oktavián se ukryje v šatně. Do kněžniny ložnice vtrhne její bratranec, baron Ochs von Lerchenau (doslovně přeloženo "Vůl ze Skřivanova"). Informuje kněžnu, že si chce vzít za manželku mladičkou Sofii, dceru zbohatlého barona Faninala. Baron Ochs hledá kavalíra, který by podle starého zvyku přinesl jeho snoubence stříbrnou růži. Kněžna mu navrhne Oktaviána. Ten se náhle objeví v převleku za komornou Mariandel. Baron Ochs začne Mariandel ihned svádět. Do kněžniny ložnice ale začnou přicházet sloužící, obchodníci a prosebníci. Objevuje se i italský zpěvák. Ochs se dohaduje s notářem o Sofiino věno. Objeví se zde i dvojice italských slídilů Annina a Valzacchi, které si baron najme, aby mu zjistili, kde bydlí půvabná Mariandel. Nakonec všichni odcházejí a kněžna se zamýšlí nad svým uplývajícím životem. Přichází Oktavián, již bez převleku, a je překvapen změnou kněžniny nálady. Ujišťuje ji svou láskou, ale kněžna mu prorokuje, že ji jednou opustí pro mladší dívku. Oktavián uražen odchází. Kněžna jej volá zpátky, ale je již pozdě. Posílá tedy za ním sluhu se stříbrnou růží a prosbou, aby ji doručil Sofii.

### Druhé jednání
Odehrává se v domě barona Faninala.
Nastávající nevěsta Sofie očekává příjezd kavalíra s růží. Oktavián přijíždí a předává jí stříbrnou růži. Sofie i Oktavián k sobě pociťují okamžitě silnou náklonnost. Přijíždí baron Ochs a svým neomaleným chováním Sofii odpuzuje. Zatím co odejde jednat s baronem Faninalem o věnu nevěsty, Sofie prosí Oktaviána o pomoc. Jsou však přistiženi Anninou a Valzacchim, kteří přivolají Faninala a Ochse. V potyčce Oktavián Ochse zraní, ten ztropí scénu a přivolává lékaře. Oktavián podplatí Anninu a Valzacchiho, a ti doručí Ochsovi, který se vzpamatovává ze svého "zranění" u sklenky vína, psaníčko od Mariandel. Baron ale za doručení odmítne zaplatit, čímž si oba špehy popudí proti sobě.

### Třetí jednání
Odehrává se ve vídeňském hostinci.
V hostinci je připravena na Ochse past. V pokojíčku ho očekává "Mariandel", ve skutečnosti převlečený Oktavián. Jejich soukromí ale narušují podivné postavy, které barona znervózňují, včetně jeho údajné manželky a houfu jeho údajných dětí. Když je přivolána policejní hlídka, baron tvrdí, že Mariandel je jeho snoubenka. Přichází Faninal se Sofií a vyvracejí Ochsovo tvrzení. Když je zmatek největší, přichází kněžna a vše policejnímu důstojníkovi vysvětluje. Oktavián se zbaví svého dívčího převleku a baronovi konečně dochází, že byl podveden a zesměšněn. Při odchodu je zavalen účty od dodavatelů a sloužících.
Kněžna ví, že Oktavián se zamiloval do Sofie, ponechává oba mladé milence sobě a odchází. Ti se oddávají svému splněnému snu.

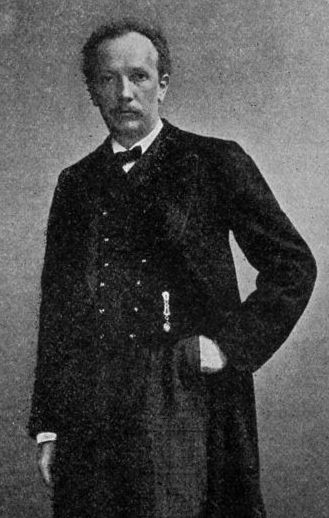
Richard Strauss

## Obsazení při premiéře

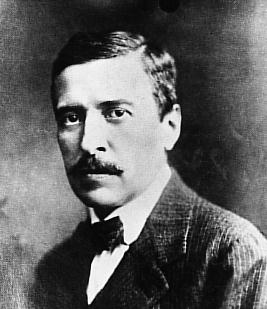
Hugo von Hofmannsthal

| Role                           | Hlas                        | Dirigent: Ernst von Schuch                                     |
| ------------------------------ | --------------------------- | -------------------------------------------------------------- |
| Kněžna z Werdenbergu, maršálka | Soprán                      | Margarethe Siems                                               |
| Baron Ochs z Lerchenau         | Bas                         | Carl Perron                                                    |
| Octavian                       | Mezzosoprán                 | Eva von der Osten                                              |
| Faninal, zbohatlý šlechtic     | Baryton                     | Karl Scheidemantel                                             |
| Sophie, jeho dcera             | Soprán                      | Minnie Nast                                                    |
| Gardedáma                      | Soprán                      | Riza Eibenschütz                                               |
| Valzacchi, intrikář            | Tenor                       | Hans Rüdiger                                                   |
| Annina, společnice             | Alt                         | Erna Freund                                                    |
| Policejní komisař              | Bas                         | Julius Puttlitz                                                |
| Správce/ zpěvák                | Tenor                       | Fritz Soot                                                     |
| Notář                          | Bas                         | Ludwig Ermold                                                  |
| Číšník/obchodník se zvěří      | Tenor                       | Josef Pauli                                                    |
| Modistka                       | Soprán                      | Elisa Stünzner                                                 |
| Tři sirotci šlechticů          | Soprán, mezzosoprán, soprán | Marie Keldorfer, Gertrud Sachse, Paula Seiring                 |
| Osobní lokaj z Lerchenau       | Bas                         | Theodor Heuser                                                 |
| Lokajové maršálky              | 2 Tenory, 2 Basy            | Josef Pauli, Wilhelm Quidde, Rudolf Schmalnauer, Robert Büssel |

## Inscenační historie
Po drážďanském úspěchu 26. ledna 1911 rychle následovaly další operní domy. Do konce roku se dílo hrálo na více než čtyřiceti scénách v Německu i v zahraničí, včetně vynikajících inscenací ve městech Mnichov (režie: Felix Mottl), Milán (režie: Tullio Serafin) a Berlín (režie: Carl Muck). Ještě dlouho však dominovala představení v duchu Reinhardta a Rollera. Teprve v šedesátých letech dvacátého století se začaly tvořit  inscenace podle jiných koncepcí: ve Wiesbadenu (režisér: Claus Helmut Drese), ve Stuttgartu (režisér: Götz Friedrich), ve Frankfurtu (režisér: Ruth Berghaus) a Salcburku (režisér: Herbert Wernicke).
Během dvou měsíců od premiéry byla opera přeložena do italštiny a představena v La Scale. Italské obsazení dirigoval Tullio Serafin. Octaviana hrála Lucrezia Bori, Sophii Ines Maria Ferraris a Barona Ochse Pavel Ludikar.
Česká premiéra se konala 4. března 1911 v Národním divadle Praha. Libreto do češtny přeložil Karel Šípek. Režie Robert Polák, dirigoval Karel Kovařovic. Maršálku zpívala Anna Slavíková, Sophii Kamila Ungrová, Octaviana Marie Šlechtová a barona Ochse Emil Pollert. Inscenace se hrála dvacetdevětkrát až do 20. 2. 1913. Další inscenace v češtině byly v letech 1914, 1934 a 1964. V německém originále pak v roce 1996. S originální německojazyčnou inscenací Prahu předstihlo Německé divadlo v Brně (Brünner Stadttheater), které ji uvedlo 26. října 1912 a Nové německé divadlo v Praze (premiéra 7. června 1914).
Rakouskou premiéru uvedla Vídeňská státní opera 8. dubna pod taktovkou Franze Schalka, přičemž maršálku zpívala Lucie Weidt, Sophii Gertrude Förstel, která alternovalala Selmu Kurz, Octaviana Marie Gutheil-Schoder a barona Ochse Richard Mayr.  
O sedm měsíců později, 14. listopadu, ji dávalo divadlo Teatro Costanzi v Římě, dirigoval Egisto Tango, maršálku ztvárnila Hariclea Darclée a Octaviana Conchita Supervía.
Britská premiéra se konala v Royal Opera House v Londýně 29. ledna 1913. Představení dirigoval Thomas Beecham a maršálku hrála Margarethe Siems a Sophii Caroline Hatchard.
Premiéra ve Spojených státech se konala v Metropolitní opeře  9. prosince 1913 v inscenaci pod vedením Alfreda Hertze. Maršálku hrála Frieda Hempel, Octaviana Margarethe Arndt-Ober a Sophii Anna Case
Řada italských divadel inscenovala dílo poprvé ve dvacátých letech, včetně Teatro Lirico Giuseppe Verdi v Terstu (1922), Teatro Regio di Torino (1923), Teatro di San Carlo v Neapoli (1925) a Teatro Carlo Felice v Janově (1926).
Premiéra v Monaku byla 21. března 1926, v opeře Opéra de Monte-Carlo v Salle Garnier (koncertní sál, který vytvořil francouzský architekt Charles Garnier) ve francouzském překladu. V představení vystoupila Gabrielle Ritter-Ciampi jako maršálka a Vanni Marcoux jako Faninal.
Roku 1926 měl také 10. ledna 1926 premiéru němý film Der Rosenkavalier (1926)
Francouzská premiéra se konala v Palais Garnier v Paříži 11. února 1927 s dirigentem Philippe Gaubertem. Obsazení zahrnovalo Germaine Lubin jako Octavian.
Brusel toto dílo poprvé slyšel v La Monnaie dne 15. prosince 1927 s Clarou Clairbert jako Sophie.
Na Salcburském festivalu se Kavalír s růží (Der Rosenkavalier) poprvé hrál 12. srpna 1929, inscenace Clemens Krauss.
Australská premiéra byla až roku 1972 v divadle Princess Theatre v Melbourne, kterou řídil sir Edward Downes.

## Ostatní

### Zfilmování
První zpracování „Rosenkavaliera" jako němého filmu pochází od samotného Hofmannsthála, operní příběh je pouze jeho částí. Režie, Robert Wiene. Premiéra se konala 10. ledna 1926 v Královské opeře v Drážďanech. Orchestr řídil sám Richard Strauss.
- 1926 – Robert Wiene – Der Rosenkavalier (1926)
- 1962 – Paul Czinner – Der Rosenkavalier (1962)
- 1984 – Hugo Käch – Der Rosenkavalier (1984)

Kromě hraných filmů existují i televizních verzí.

### Různé
Po velkém úspěchu drážďanské premiéry v roce 1911 byl z Berlína na další představení do Drážďan vypraven speciální vlak „Rosenkavalier“, prodávaly se cigarety s názvem „Rosenkavalier“ a v  karnevalovém průvodu dokonce jel „Rosenkavalier"  na koni a následoval jej Richard Strauss a jeho divadelní postavy. Byly napsány i satirické básně – jinými slovy, o tomto díle tehdy každý hovořil.
Hugo von Hofmannsthal byl prvním a jediným sběratelem Picassa v Rakousku. Za tantiémy ze svého libreta pro operu „Rosenkavalier" koupil v galerii Heinricha Thannhausera v Mnichově dřívější autoportrét “Yo Picasso”.